# Zaczerlany-Kolonia
Zaczerlany-Kolonia – kolonia wsi Zaczerlany w Polsce, położona w województwie podlaskim, w powiecie białostockim, w gminie Choroszcz.
W latach 1975–1998 kolonia administracyjnie należała do województwa białostockiego.